# 香取神社 (春日部市大枝)
香取神社（かとりじんじゃ）は、埼玉県春日部市の神社。

## 歴史
創建年代は不明である。ただ江戸時代後期の地誌『新編武蔵風土記稿』に記載されていることから、その頃には既に存在していたものと推測される。隣の歓喜院の境内社であった。境内社ではあるものの、大枝村の鎮守となっていた。
明治初期の神仏分離により、歓喜院の境内を分割し独立している。1909年（明治42年）の神社合祀により、周辺の3社が合祀された。その3社のうち、「浅間神社」が近代社格制度に基づく「村社」であったことから、当社も村社となった。

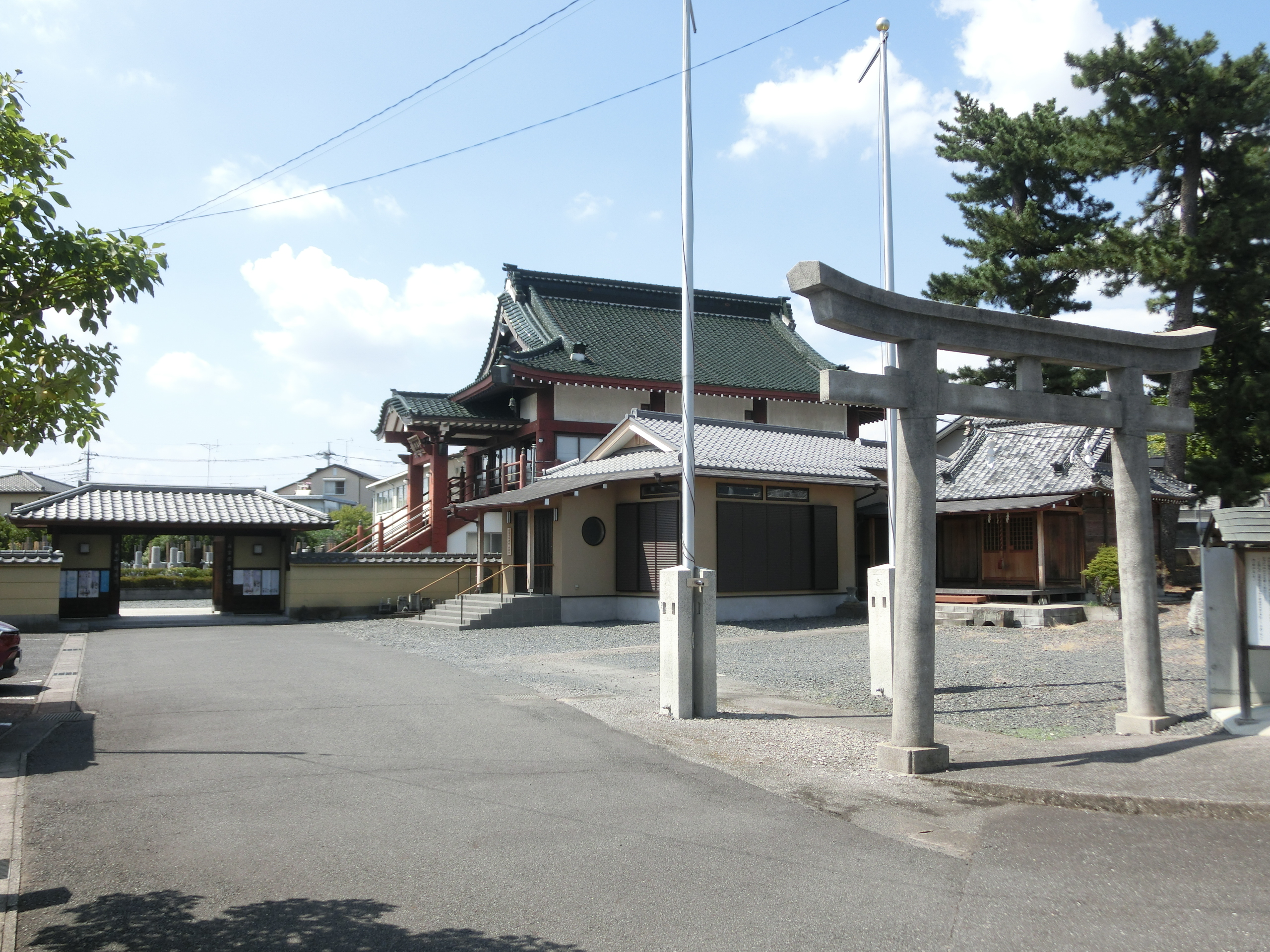
香取神社（手前）と歓喜院（奥）

## 交通アクセス
- 武里駅より徒歩9分。